# Danibao
Danibao is een bestuurslaag in het regentschap Flores Timur van de provincie Oost-Nusa Tenggara, Indonesië. Danibao telt 703 inwoners (volkstelling 2010).